# زیمنس هلثینییرز
زیمنس هلثینییرز (به انگلیسی: Siemens Healthineers) که پیش‌تر با نام زیمنس هلث‌کر شناخته می‌شد، شرکت تجهیزات پزشکی، درمانی و مهندسی پزشکی آلمانی است، که در زمینه تولید دستگاه‌های سی‌تی اسکن، ماشین‌های ایکس-ری، دستگاه‌های ام‌آرآی، ماموگرافی و سونوگرافی فراصوتی، سامانه‌های مانیتورینگ بیمار، تجهیزات رادیولوژی و پرتونگاری، نوار قلب، سامانه‌های مقطع‌نگاری رایانه‌ای تک‌فوتونی و دستگاه‌های پایش پزشکی فعالیت می‌نماید.
شرکت زیمنس هلثینییرز به‌عنوان شرکت تابعه‌ای از شرکت زیمنس می باشد. دفتر مرکزی این شرکت در شهر ارلانگن، آلمان قرار دارد.